# تپه طهمورث‌آباد
تپه طهمورث آباد در شهرستان قزوین، روستای طهورث آباد واقع شده و این اثر در تاریخ ۸ خرداد ۱۳۸۰ با شمارهٔ ثبت ۳۸۹۴ به‌عنوان یکی از آثار ملی ایران به ثبت رسیده است.